# Erzgebirgs-Bike-Marathon
Der Erzgebirgs-Bike-Marathon, kurz EBM, ist ein Mountainbike-Marathon in Deutschland, der seit dem Jahr 1993 organisiert wird. Er wird jährlich am ersten August-Wochenende in der Region um Seiffen ausgetragen. Organisiert wird der Erzgebirgs-Bike-Marathon seit 1993 von Günter Dietze und seinem Sohn Albrecht Dietze.

## Beschreibung

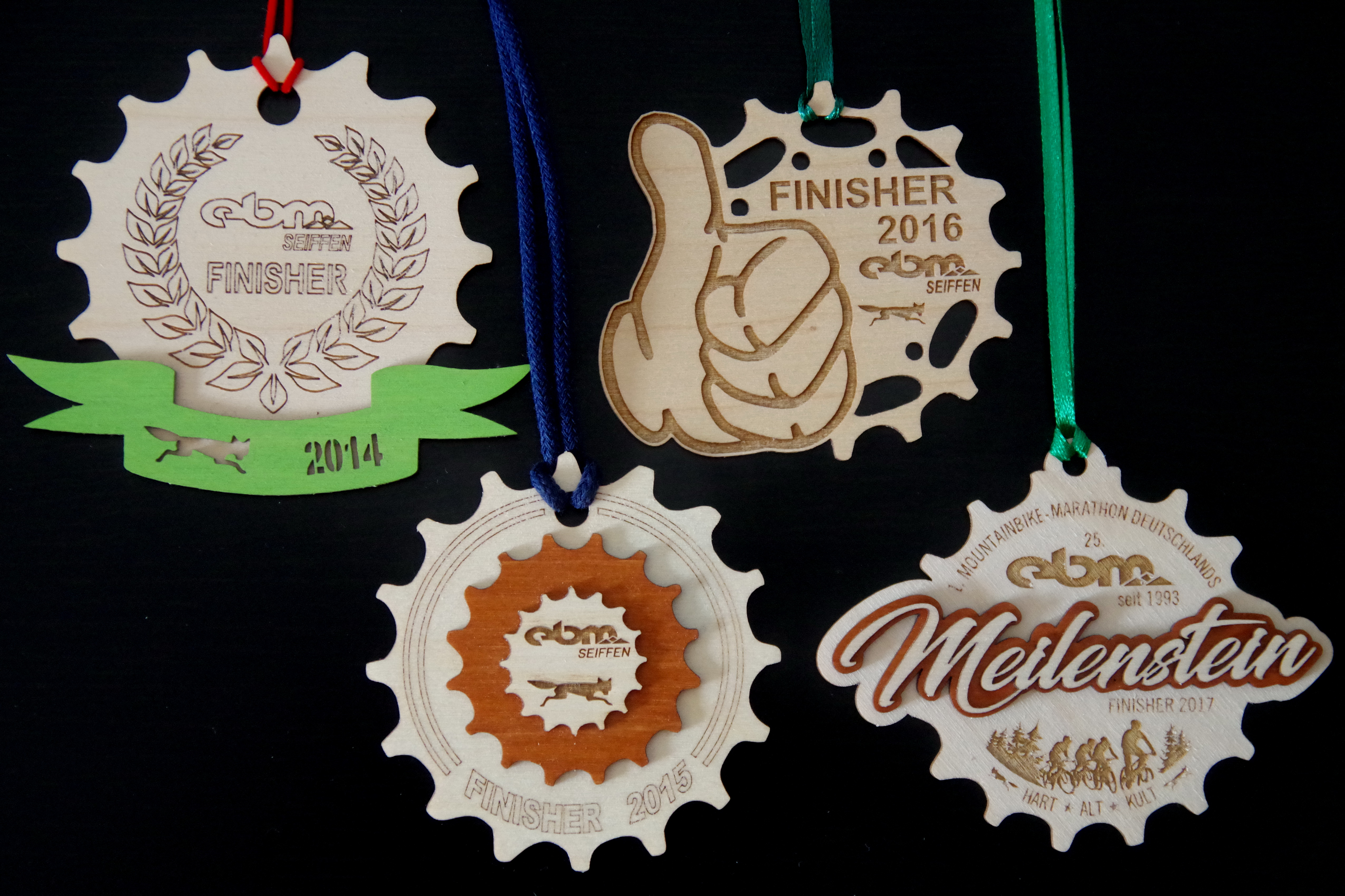
Holzritzel-Finishermedaillen des Erzgebirgs-Bike-Marathons (EBM) 2014–2017

Auf verschieden langen Strecken von 40 km (=bronze), 70 km (=silber) und 100 km (=gold) und in den Kategorien Einzel, Tandem und Staffel (drei Sportler je Team) starten Radrennfahrer aller Altersgruppen und beiderlei Geschlechts. Für die jüngsten Teilnehmer (unterteilt in Knirpse, Kinder, Schüler, Jugend) sind die Strecken zwischen einem und 15 km lang. Streckenrekordhalter und achtfacher Sieger bei den Männern ist der Görlitzer Thomas Nicke vom derzeitigen Team Fiat-Rotwild.
Neben dem Hauptrennen am Sonntag finden auch am Samstag mehrere Rennen statt. Neben den Nachwuchsrennen EBM-Mini für Kinder und Jugendliche bis 16 Jahre werden an diesem Tag auch ein Bergsprint, ein Dual Slalom und die sächsische Meisterschaft im Einrad-Cross-Country ausgetragen. Außerdem wird an diesem Tag stets eine große Familienradtour organisiert.

## Geschichte und Organisation
Der erste Erzgebirgs-Bike-Marathon fand 1993 mit reichlich 200 Startern statt und war der erste Mountainbike-Marathon in Deutschland. Der EBM ist damit der älteste deutsche Mountainbike-Marathon. Seit 1993 konnten die Teilnehmerzahlen kontinuierlich gesteigert werden. Träger und Ausrichter ist die eigens gegründete EBM Organisation, die durch rund 200 Firmen und Geschäfte finanziell unterstützt wird. Hauptsponsoren sind der Online-Fahrradzubehörhändler r2-bike, die Erzgebirgssparkasse und der US-amerikanische Sportartikelhersteller Scott. Das Sport-Event richtet sich an Amateure und Hobby-Mountainbiker. Seit 2009 ist der EBM ein Teil der größten europäischen Mountainbike-Marathon-Rennserie MarathonMan Europe.
Neben vielen deutschen Sportlern beteiligen sich inzwischen auch immer mehr ausländische Mountainbiker. Der Wettbewerb findet für alle Altersgruppen auf einem 30-km-Rundkurs statt, sodass die Zuschauer die Sportler mehrfach sehen und anfeuern können. Zusätzlich gibt es eine 10 km Einführungsrunde durch den Ort. Die hügelige Rennstrecke wird teilweise glattgewalzt und der Randstreifen gemäht. Frühere erfolgreiche Radrennsportler wie der Weltmeister Jürgen Geschke und Jan Hruška nehmen auch regelmäßig an den Wettbewerben teil.
Infolge der COVID-19-Pandemie wurde der EBM im Jahr 2020  im Zeitraum vom 1. Juli bis zum 4. Oktober unter dem Motto „Machen“ als Individualstart-Event ausgetragen, was mit über 1000 Teilnehmern (mehr als 700 im Rennen und etwa 300 Tourenfahrern) großen Zuspruch fand. Der Zuspruch war so groß, dass das Individualstart-Konzept seit 2021 neben dem Rennen am ersten August-Wochenende angeboten wird.
| Jahr       | 1990er | 1990er | 1990er | 1990er | 1990er | 1990er | 1990er | 2000er | 2000er | 2000er | 2000er | 2000er | 2000er | 2000er | 2000er | 2000er | 2000er | 2010er | 2010er | 2010er | 2010er | 2010er | 2010er | 2010er | 2010er | 2010er | 2010er | 2020er | 2020er |
| Jahr       | 3      | 4      | 5      | 6      | 7      | 8      | 9      | 0      | 1      | 2      | 3      | 4      | 5      | 6      | 7      | 8      | 9      | 0      | 1      | 2      | 3      | 4      | 5      | 6      | 7      | 8      | 9      | 0      | 1      |
| ---------- | ------ | ------ | ------ | ------ | ------ | ------ | ------ | ------ | ------ | ------ | ------ | ------ | ------ | ------ | ------ | ------ | ------ | ------ | ------ | ------ | ------ | ------ | ------ | ------ | ------ | ------ | ------ | ------ | ------ |
| Teilnehmer | 214    | 273    | 304    | 549    | 608    | 741    | 970    | 1207   | 1201   | 1417   | 1305   | 1288   | 1320   | 1070   | 1425   | 1419   | 1727   | 1485   | 1546   | 1626   | 1614   | 1538   | 1546   | 1503   | 1800   | 1622   | 1570   | 1100   | 1233   |

## Siegerliste 100 km
| Jahr | Männer                      | Frauen                      | Bemerkungen  |  |
| ---- | --------------------------- | --------------------------- | ------------ |  |
| 1993 |                             |                             |              |  |
| 1994 | Holger Ehnert 4:39:26       | Kathleen Zimmer 6:44:52     |              |  |
| 1995 | Jens Olomeck 4:50:15        | Silvia Philipp 6:43:06      |              |  |
| 1996 | Torsten Marx 6:20:44        | Silvia Philipp 9:08.37      |              |  |
| 1997 | Hans Grasegger 4:46:52      | Susi Dalmeyer 5:50:12       |              |  |
| 1998 | Milan Seeman 4:19:25        | Susan Nitsche 5:43:16       |              |  |
| 1999 | Roman Schlosser 4:21:18     | Birgit Jüngst 5:12:52       |              |  |
| 2000 | Roman Schlosser 4:28:35     | Birgit Jüngst 5:03:06       |              |  |
| 2001 | Ingo Loth 4:46:38           | Karin Bürger 6:06:14        |              |  |
| 2002 | Thomas Nicke 4:10:44        | Susan Nitsche 5:51:16       |              |  |
| 2003 | Wolf Jurkschat 4:12:00      | Annekatrin Nitzsche 5:13:58 |              |  |
| 2004 | Thomas Nicke 3:57:11        | Annekatrin Nitsche 5:11:04  |              |  |
| 2005 | Thomas Nicke 4:31:20        | Claudia Seidel 5:59:50      | EBM-Wetter A |  |
| 2006 | Thomas Nicke 4:31:12        | Claudi Seidel 5:40:36       |              |  |
| 2007 | Thomas Nicke 3:43:03        | Claudi Seidel 4:44:28       |              |  |
| 2008 | Thomas Nicke 3:50:39        | Claudia Seidel 4:41:27      |              |  |
| 2009 | Thomas Nicke 4:02:31        | Doris Steenfatt 5:19:09     |              |  |
| 2010 | Thomas Nicke 4:07:29        | Daniela Storch 5:13:39      |              |  |
| 2011 | Rene Tann 3:53:05           | Sarah Zimmerlin 5:11:18     |              |  |
| 2012 | Christian Kreuchler 4:08:02 | Daniela Storch 4.58:14      |              |  |
| 2013 | Torsten Marx 3:42:48        | Jana Zieschank 4:45:34      |              |  |
| 2014 | Hannes Genze 4:03:21        | Laura Hoffmüller 5:06:56    |              |  |
| 2015 | Peter Hermann 4:00:12       | Regina Marunde 5:06:50      |              |  |
| 2016 | Christian Kreuchler 4:10:24 | Milena Cesnakova 5:18:51    |              |  |
| 2017 | Peeter Pruus 4:03:41        | Laura Hoffmüller 4:57:12    |              |  |
| 2018 | Christian Kreuchler 3:59:45 | Denisa Skrbková 5:35:44     |              |  |
| 2019 | Peter Hermann 3:53:21       | Milena Cesnakova 4:40:30    |              |  |
| 2020 | Sebastian Stark 4:04:47     | Laura Stark 5:14:05         |              |  |
| 2021 | Lennard Heidenreich 4:38:48 | Laura Stark 5:43:33         | EBM-Wetter A |  |
| 2022 | Christian Kreuchler 4:00:16 | Dörte Martischewsky 5:01:58 |              |  |
| 2023 | Sebastian Stark 4:24:15     | Laura Stark 5:22:46         | EBM-Wetter A |  |
| 2024 | Anton Albrecht 4:27:41      | Dörte Martischewsky 5:57:10 | EBM-Wetter A |  |

## Erfolgreichste Teilnehmer
Claudia Seidel stand bei den Frauen bereits zwölfmal auf dem obersten Treppchen.
Laura Stark (geb. Hoffmüller) konnte das 100 km Rennen der Frauen bereits fünfmal für sich entscheiden. Rekordsieger über die 100 km bei den Männern ist Thomas Nicke mit acht Siegen.